# Граф Илчестер

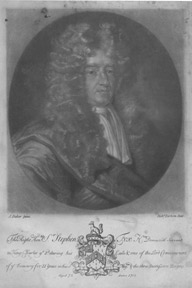
Сэр Стивен Фокс (1627—1716), предок рода графов Илчестер

Граф Илчестер (англ. Earl of Ilchester) — наследственный титул в системе Пэрства Великобритании. Он был создан 17 июня 1756 года для Стивена Фокса, 1-го барона Илчестера (1704—1776), который ранее представлял Шефтсбери в палате общин (1726—1741). Кроме того, он также носил титулы барона Илчестера из Илчестера в графстве Сомерсет (1741), барона Илчестера и Ставордэйла из Редлинча в графстве Сомерсет (1747). Все эти три титулы были созданы в пэрстве Великобритании. В случае отсутствия у Стивена Фокса сыновей титулы мог унаследовать его младший брат Генри Фокс (1705—1774), получивший титул барона Холланда в 1763 году. Стивен и Генри Фоксы были сыновьями политика, сэра Стивена Фокса (1627—1716).

## Биография
В 1758 году 1-й граф Илчестер получил королевское разрешение на дополнительную фамилию «Стрэнгуэйс», которая была девичьей фамилией бабки его жены по материнской линии. Ему наследовал его старший сын, Генри Томас Фокс-Стрэнгуэйс, 2-й граф Илчестер (1747—1802). Он представлял Мидхерст в Палате общин Великобритании (1768—1774). Его старший сын, Генри Стивен Фокс-Стрэнгуэйс, 3-й граф Илчестер (1787—1858), был капитаном почётной йоменской гвардии (1835—1841) в правительстве вигов под руководством лорда Мельбурна, а также занимал пост лорда-лейтенанта графства Сомерсет (1837—1839). Лорд Илчестер пережил двух своих сыновей, ему наследовал его сводный брат, Уильям Томас Хорнер Фокс-Стрэнгуэйс, 4-й граф Илчестер (1795—1865). Он был заместителем министра иностранных дел (1835—1840) и послом Великобритании в Германском союзе (1840—1849). Его племянник, Генри Эдвард фокс-Стрэнгуэйс, 5-й граф Илчестер (1847—1905), был капитаном корпуса офицеров почётного эскорта (1873—1874) в правительстве либералов Уильяма Гладстона и лордом-лейтенантом графства Дорсет (1885—1905). В 1964 году после смерти его внука, Эдварда Генри Чарльза Фокса-Стрэнгуэйса, 7-го графа Илчестера (1905—1964), графский титул унаследовал его дальний родственник, Уолтер Фокс-Стрэнгуэйс, 8-й граф Илчестер (1887—1970).
По состоянию на 2025 год, обладателем графского титула является его внук, Робин Морис Фокс-Стрэнгуэйс, 10-й граф Илчестер (род. 1942), который наследовал своему дяде в 2006 году.
Фамильное гнездо — Мелбери-хаус в окрестностях Эвершота в графстве Дорсет. Графская семья владеет большими угодьями в графстве Дорсет и недвижимостью в Холланд-парке (район Лондона).

## Графы Илчестер (1756)
- 1756—1776: Стивен Фокс-Стрэнгуэйс, 1-й граф Илчестер (12 сентября 1704 — 29 сентября 1776), старший сын достопочтенного сэра Стивена Фокса (1627—1718);
- 1776—1802: Генри Томас Фокс-Стрэнгуэйс, 2-й граф Илчестер (9 августа 1747 — 5 сентября 1802), старший сын предыдущего;
- 1802—1858: Генри Стивен Фокс-Стрэнгуэйс, 3-й граф Илчестер (21 февраля 1787 — 3 января 1858), единственный сын предыдущего от первого брака;
- 1858—1865: Уильям Томас Хорнер Фокс-Стрэнгуэйс, 4-й граф Илчестер (7 мая 1795 — 10 января 1865), старший сын 2-го графа от второго брака, сводный брат предыдущего;
- 1865—1905: Генри Эдвард Фокс-Стрэнгуэйс, 5-й граф Илчестер (13 сентября 1847 — 5 декабря 1905), единственный сын достопочтенного Джона Джорджа Чарльза Фокса-Стрэнгуэйса (1803—1859) и внук 2-го графа Илчестера, племянник предыдущего;
- 1905—1959: Джайлс Стивен Холланд Фокс-Стрэнгуэйс, 6-й граф Илчестер (31 мая 1874 — 29 октября 1959), старший сын предыдущего;
- 1959—1964: Эдвард Генри Чарльз Джеймс Фокс-Стрэнгуэйс, 7-й граф Илчестер (1 октября 1905 — 21 августа 1964), старший сын предыдущего;
- 1964—1970: Уолтер Анжело Фокс-Стрэнгуэйс, 8-й граф Илчестер (24 сентября 1887 — 4 октября 1970), единственный сын Мориса Уолтера Фокса-Стрэнгуэйса (1862—1938), внук полковника Уолтера Эстона Фокса-Стрэнгуэйса (1832—1885) и правнук преподобного Генри Фокса-Стрэнгуэйса (1793—1860), младшего сына 1-го графа Илчестера;
- 1970—2006: Полковник авиации Морис Вивиан де Туффревиль Фокс-Стрэнгуэйс, 9-й граф Илчестер (1 апреля 1920 — 2 июля 2006), старший сын предыдущего;
- 2006 — настоящее время: Робин Морис Фокс-Стрэнгуэйс, 10-й граф Илчестер (род. 2 сентября 1942), старший сын достопочтенного Рэймонда Джорджа Фокса-Стрэнгуэйса (1921—2005), племянник предыдущего;
  - Саймон Джеймс Фокс-Стрэнгуэйс, лорд Ставордэйл (25 августа 1972 — 2018), единственный сын предыдущего;
  - Наследник: достопочтенный Пол Андре Фокс-Стрэнгуэйс (род. 2 ноября 1950), младший брат 10-го графа Ичестера.